# Michel Pablo
Michel Pablo, gr. Μισέλ Πάμπλο, właśc. Michalis Raptis (ur. 24 sierpnia 1911 w Aleksandrii, zm. 17 lutego 1996) – francuski polityk pochodzenia greckiego, trockista.

## Wczesna działalność
Urodził się na terenie Egiptu, jednak jego rodzina wcześnie przeniosła się do Aten, gdzie ukończył politechnikę. Pablo rozpoczął działalność polityczną pod koniec lat 30. Reprezentował trockistów greckich na kongresie założycielskim IV Międzynarodówki, jednak nie mógł uczestniczyć w działalności swojej sekcji ze względu na stan zdrowia. Większy udział w polityce zaczął przejawiać dopiero po przeniesieniu się do Paryża, gdzie równocześnie studiował urbanistykę i działał w półlegalnych organizacjach trockistowskich. W 1944 r. znalazł się w Europejskim Biurze – centrali trockizmu w okupowanej Europie.

## Przywódca IV Międzynarodówki
Mając poparcie Jamesa Cannona, Pablo w pierwszych latach po II wojnie światowej stał się jedną z kluczowych postaci Międzynarodówki. W Grecji uczestniczył w unifikacji rozbitego ruchu trockistowskiego, na skalę europejską brał udział w odbudowie organizacji po stratach wywołanych wojną. Stworzył również podwaliny pod teoretyczne podstawy organizacji, pisząc prace poświęcone sytuacji w ZSRR i Bloku Wschodnim oraz sugerowanej taktyce trockistów w krajach kapitalistycznych. Przedstawił raport na ten temat w czasie II zjazdu Międzynarodówki w Paryżu
Pablo uważał za nieunikniony szybki wybuch nowej wojny, która jego zdaniem mogłaby przekształcić się w szereg wojen domowych pomiędzy proletariatem a klasą posiadającą. Równocześnie był zdania, iż zdegenerowane zachodnie partie komunistyczne, popierające stalinizm, w toku takiej wojny byłyby zmuszone do porzucenia części haseł i przejściu na pozycje wskazane przez samych robotników (a zatem, w opinii Pablo, bliskie trockizmowi). Z takich prognoz Pablo wyciągnął wniosek o konieczności dokonania tzw. głębokiego entryzmu w partiach komunistycznych, aby uniknąć izolacji, rozszerzyć masową bazę, jednak za cenę czasowego ukrywania swoich poglądów aż do momentu wybuchu spodziewanych rewolucji. Pablo postulował również podniesienie pozycji Międzynarodowego Sekretariatu kosztem autonomii sekcji, w tym nadanie mu prawa do interweniowania w decyzje kierownictw krajowych. Propozycje Pablo, skonkretyzowane w artykule Dokąd zmierzamy? spotkały się z pozytywnym przyjęciem i zostały włączone do kanonu oficjalnych zasad organizacji w formie siedmiu "tez o orientacji i perspektywach". Od zalecanego wstępowania do partii nietrockistowskich uczyniono wyjątek jedynie dla organizacji na Sri Lance oraz w USA, które uznano za dostatecznie silne.

## Konflikty w Międzynarodówce i rozłam
Program zaproponowany przez Pablo spotkał się z ostrym sprzeciwem niektórych sekcji Międzynarodówki, a w innych doprowadził do wewnętrznych podziałów. Pablo nie zamierzał iść na żadne kompromisy i bez wahania doprowadził do wyrzucenia niechętnych sobie osób z sekcji francuskiej, tym samym redukując ją o połowę członków. Niezrozumienie pryncypiów entryzmu, który zakładał zachowanie zewnętrznych struktur trockistowskich, doprowadziło do oskarżeń o chęć całkowitej likwidacji trockizmu jako odrębnego ruchu politycznego. Wreszcie w 1953 r. na tle tych sporów doszło do rozłamu w Międzynarodówce, któremu Pablo nie był w stanie zapobiec mimo napisania kilku dalszych analiz, rysujących przed trockistami bardziej optymistyczne perspektywy działania, głównie w krajach Trzeciego Świata. Założony przez rozłamowców Międzynarodowy Komitet Czwartej Międzynarodówki z Pierre Lambertem i Gerry Healym na czele uczynił z Pablo głównego sprawcę nieszczęść trockizmu, zaś jego demonizacja propagandowa osiągnęła niespotykane dotąd wśród trockistów rozmiary.

## Dalsza działalność
Mimo rozłamu, Międzynarodowy Sekretariat IV Międzynarodówki nie zrezygnował z entryzmu i kontynuował działania za pomocą tej taktyki przez kolejne dziesięciolecie. Nie przynosiła ona jednak spodziewanych rezultatów i tym samym przekładała się na spadek popularności Pablo, który pod koniec lat 60. zdecydowanie skupił się na analizie ruchów masowych w krajach postkolonialnych oraz pisał o emancypacji kobiet. Pablo czuł się szczególnie związany z algierskim ruchem oporu, widząc w wyzwoleniu spod kontroli francuskiej także szansę na rewolucję socjalistyczną. W 1961 r. został nawet uwięziony w Holandii za udział w przemycaniu broni i pieniędzy do Algierii, w której po uwolnieniu działał.

## Poza Międzynarodówką
W 1963 r. w czasie kongresu zjednoczeniowego IV Międzynarodówki został uznany za główną przeszkodę na drodze do zjednoczenia. Chociaż nie padło dosłowne żądanie jego wyrzucenia, nie zaakceptowano jego rezolucji w sprawie Algierii oraz taktyki działania trockistów. Coraz bardziej izolowany w organizacji, założył w końcu własną grupę o nazwie Międzynarodowej Rewolucyjnej Tendencji Marksistowskiej, początkowej akcentującej więź z IV Międzynarodówką, od 1972 całkowicie od niej niezależną. Pabliści zrezygnowali z określania siebie "trockistami" oraz zakwalifikowali ZSRR jako "państwo biurokratyczne", bez rewolucyjnych perspektyw. Część z nich w 1994 r. postanowiła wrócić do Międzynarodówki, jednak w przypadku samego Pablo odmówiono ponownego przyjęcia.
Jeszcze na początku lat 70. Pablo wyjechał do Chile, by obserwować poczynania socjalistycznego rządu Salvadora Allende, co stało się inspiracją do prac o robotniczej samoorganizacji, a następnie o upadku rządu, który demokratycznie chciał realizować lewicowe postulaty. Były to faktycznie ostatnie jego publikacje, które zostały szerzej zauważone w ruchu lewicowym.
Pablo jako jeden z nielicznych znanych trockistów po śmierci został w Grecji pochowany na koszt państwa, ze względu na dawną przyjaźń z premierem Papandreu, byłym trockistą.

## Życie prywatne
Od 1937 r. jego towarzyszką życia była Elly Diovounioti, również aktywistka lewicowa.